# Эргашев, Маматгази Эргашевич
Маматгази Эргашевич Эргашев (узб. Маматғози Эргашев; 1929—2003) — советский, киргизский партийный, государственный и общественный деятель, первый секретарь Кара-Суйского, Ленинского, Сузакского районных комитетов партии КП Киргизии (1961—1981), председатель Ноокатского райисполкома, депутат Верховного Совета Киргизской ССР 6, 7, 8, 9, 10-го созывов.

## Биография
Маматгази Эргашевич Эргашев видный партийный и государственный деятель родился 15 сентября 1929 года в селе Янги-Наукат Ноокатского района Ошской области, по нации узбек. Свою трудовую деятельностью начал в 1951 году учителем. Член КПСС с 1953 года. В 1952—1953 годах работал директором средней школы имени Фёдорова.
В 1953—1957 годах работал первый секретарём Ноокатского райкома ВЛКСМ Киргизии. В 1957-1958 годах работал заместителем председателя Ноокатского райисполкома. А 1958 году был назначен председателем исполкома Совета народных депутатов Ноокатского района. В этой должности он работал до 1961 года.
Маматгази Эргашев был отличным руководителем, зная это, партия и правительство всегда направляли его на самые трудные участки работы. Потому что верили и знали — он сможет навести порядок и благоустроить любой регион. В течение пятнадцати лет Центральный Комитет Компартии Киргизии, Ошский областной комитет направляли Маматгази Эргашева в разные районы, где были нужны его опыт и ум, как руководителя. В 1961 году его направили в Сузакский район. Он работал в этом районе шесть лет. Потом его направили в Ленинский район (ныне Ноокенский район Джалал-Абадской области). В 1971 году, когда Эргашев принял руководство районом, Ленинский район сдавал государству 63-64 тысячи тонн хлопка ежегодно. Став первым секретарём райкома, Ленинский район сдавал государству до 75 тысяча тонн. Два года подряд труженики района добивались этой цели и о них узнали по всей стране. Но и этого Маматгази Эргашеву показалось мало, и он решает довести эту цифру до 80 тысяч тонн. Это было 40 процентов всего урожая хлопка по всей республике. Объём выращиваемой продукции достиг рекордного показателя в 80 тысяч тонн. После того, как Ленинский район разделили, он в 1978 году был назначен первым секретарём Кара-Суйского райкома партии Ошской области, где в те годы выращивалось до пятидесяти тысячи тонн хлопка в год. И здесь он сумел показать себя, как руководитель, который знает все премудрости руководства и сельского хозяйства. В то время Кара-Суйский район, испытывал трудности при выполнении плана по сбору хлопка и животноводству, но с приходом Эргашева, сумел выполнить план в один день с Ленинским районом, который был бессменным лидером в этой области.
В период его руководства Сузакский и Ленинский районы были неоднократно признаны победителями всесоюзных и республиканских социалистических соревнований по повышению эффективности производства. 11 передовиков производства, работавших под его руководством, были удостоены высокого звания Героя Социалистического Труда.
Маматгази Эргашев 1981—1986 годы работал первым заместителем директора плодоовощного хозяйства Ошской области. Затем 1986—1992 годах работал председателем Ошского областного Совета профсоюзов в кино отрасли. В 1992 году вышел на заслуженный отдых.
За заслуги перед страной, Маматгазы Эргашев был награждён дважды орденом Ленина, орденами Октябрьской Революции, Трудового Красного Знамени и «Знак Почёта», медалью «За трудовую доблесть». Позже, уже в период независимого Кыргызстана, награждён орденом «Данакер» (2003) и медалью «Данк» (2000).
Маматгази Эргашев был делегатом 25 съезда КПСС, участвовал в работе майского (1964 года) пленума ЦК КПСС. Избирался депутатом пяти созывов Верховного Совета Киргизской ССР.
Маматгази Эргашев умер 5 сентября 2003 года.

### Память
В Ноокатском районе Ошской области, на территории села, где родился и вырос Маматгази Эргашев, в 1970 году построена школа, названная его именем ещё при жизни, также одна из улиц носит его имя. Кроме того, портрет и биография Эргашева висят в историческом музее города Ош, наряду с другими выдающимися личностями республики. Маматгази Эргашев оставил бесценный след в истории страны и светлую память о себе.

## Награды
- 2 Ордена Ленина
- Орден Октябрьской Революции
- Орден Трудового Красного Знамени
- Орден «Знак Почёта»
- Орден «Данакер» (2003)
- Медаль «За трудовую доблесть».
- Медаль «Данк» (2000)
- Почётная грамота Президиума Верховного Совета Киргизской ССР
- многочисленными почётными грамотами.